# 四己基溴化铵
四己基溴化铵是一种季铵盐，化学式为[CH3(CH2)5]4NBr，它可用作相转移催化剂。

## 反应
它在碳酸钾存在下和苯并三唑反应，可以得到1-己基苯并三唑。
它和高锰酸钾在水中反应，可以得到紫色的四辛基高锰酸铵沉淀。